# Religion au Vanuatu

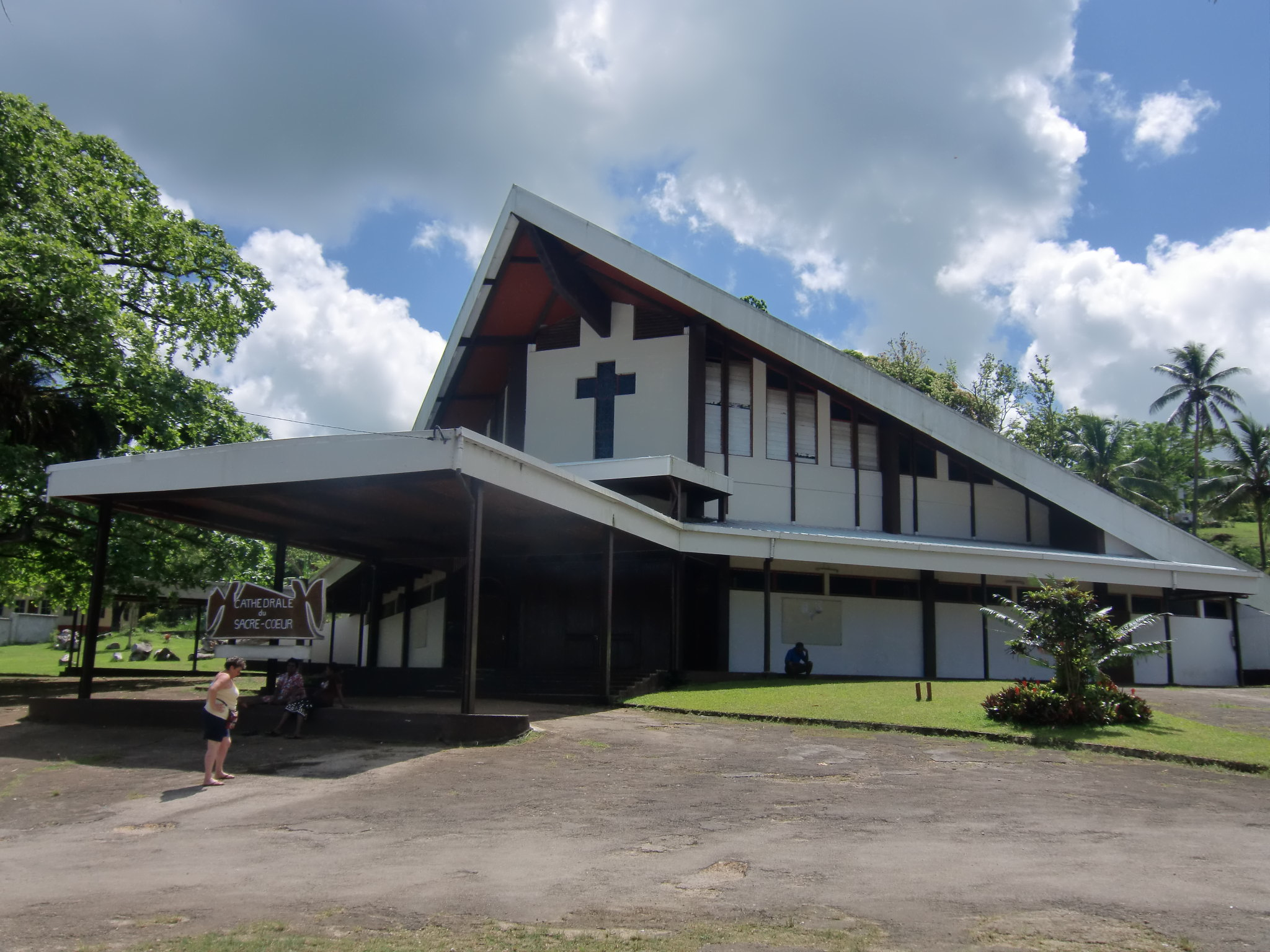
Cathédrale du Sacré-Cœur à Port-Vila.

La religion au Vanuatu est dominée par une grande majorité de pratiquants chrétiens. Vanuatu est un archipel composé de 13 grandes îles et d'environ 70 îles environnantes plus petites, chacune abritant une multitude de communautés culturelles et religieuses diverses.
En 2020, la population d'environ 300 000 personnes parlait jusqu'à 145 langues dans toute la nation insulaire. Environ 82 % de la population du Vanuatu est chrétienne. On estime que 28 % sont presbytériens, 12 % catholiques romains, 15 % anglicans et 12 % adventistes du septième jour. Les groupes qui constituent ensemble 15 % comprennent l'Église du Christ, l'Église catholique apostolique, les Assemblées de Dieu, l'Église de Jésus-Christ des saints des derniers jours, les Témoins de Jéhovah et certaines confessions protestantes.
Le mouvement John Frum, un parti politique qui est également un groupe religieux autochtone, est centré sur l'île de Tanna et comprend environ 5 % de la population. La foi bahá'íe, les musulmans, les témoins de Jéhovah et l'Église de Jésus-Christ des saints des derniers jours (Mormons) sont également actifs. On pense qu'il y a des membres d'autres religions au sein de la communauté étrangère ; ils sont libres de pratiquer leur religion, mais en 2007, on ne sait pas s'ils font du prosélytisme ou s'ils organisent des cérémonies religieuses publiques.

## Histoire

### La religion traditionnelle du Vanuatu
Avant le christianisme, la religion indigène du Vanuatu était héritée des traditions océaniennes et mélanésiennes. Les missionnaires appelaient souvent cette religion préchrétienne « païenne », et « temps de ténèbres » dans les langues locales du pays, ou en bichelamar (taem blong tudak),.
La religion traditionnelle, parfois considérée comme une forme d'animisme, a été décrite par divers auteurs, notamment le missionnaire anglican et anthropologue Robert Henry Codrington (en) dans sa célèbre monographie de 1891, The Melanesians: Studies in Their Anthropology and Folk-lore (1891). Il a été suivi par d'autres chercheurs, notamment des anthropologues, et des linguistes.
Les concepts centraux de la religion traditionnelle sont le mana,, le tabou, et le culte des esprits ancestraux (tamate),,,. Les principales divinités nommées ou figures mythologiques sont Qat et Qasavara (en) dans les îles Banks, Tangaroa sur Ambae, Lisepsep à travers l'archipel.
Les cérémonies de montée en grade, qui existaient partout au Vanuatu, étaient associées à la religion indigène et à la transmission du mana.
De nombreux aspects de la religion traditionnelle ont survécu jusqu'à aujourd'hui, parallèlement à l'adoption du christianisme, du moins dans certaines zones rurales du Vanuatu,.

### Christianisme
La mission chrétienne du Vanuatu a commencé dès 1606 avec l'arrivée de l'explorateur espagnol Pedro Fernandes de Queirós au Vanuatu. Les missionnaires représentant plusieurs églises occidentales ont amené le christianisme dans le pays au XIXe siècle et au début du XXe siècle, notamment à partir des missions presbytériennes, catholiques et anglicanes. Certains missionnaires étrangers poursuivent ce travail ; cependant, environ 90 % du clergé des églises établies était autochtone en 2007. L'ONG chrétienne américaine SIL International a participé activement à la traduction de la Bible dans les nombreuses langues autochtones du pays,,.
En raison des modernités que les militaires de la Seconde Guerre mondiale ont apporté avec eux lors de leur arrivée dans les îles, plusieurs cultes du cargo se sont développés. Beaucoup d'entre eux ont disparu, mais la secte de John Frum à Tanna est toujours importante et compte des adeptes au parlement. Tanna abrite également le culte du prince Philip, qui vénère le prince Philip du Royaume-Uni. Les villageois de la tribu Yaohnanen (en) croyaient à une ancienne histoire selon laquelle le fils à la peau pâle d'un esprit de la montagne s'aventurait à travers les mers à la recherche d'une femme puissante à épouser. Le prince Philip, ayant visité l'île avec sa nouvelle épouse la reine Élisabeth II, correspondait exactement à la description et est donc vénéré et même considéré comme un dieu autour de l'île de Tanna.

### Les effets du christianisme colonial sur la culture du Vanuatu
Les effets du colonialisme et de la christianisation ont été très différents à travers le Vanuatu, en partie à cause de la gouvernance du condominium anglo-français ainsi qu'à cause des efforts de missionnalisation chrétienne non coordonnés à travers le pays. Les approches diverses de la mission catholique, de la mission mélanésienne et de l’Église du Christ, combinées à des communautés culturelles variées, ont donné lieu à des attitudes locales très différentes concernant la religion, la tradition et la restructuration communautaire. Souvent, les Ni-Vanuatu se convertissaient au christianisme dans l'espoir d'atteindre la richesse et la prospérité apparentes que possédaient les chrétiens européens.
À travers la propagation du christianisme, les missionnaires ont cherché à restructurer les sociétés indigènes en mettant fin à la ségrégation entre les sexes dans les habitudes alimentaires et de sommeil, en interdisant les maisons réservées aux hommes et en retravaillant l'idée de la femme domestique Ni-Vanuatu, afin de sauver les femmes de ce que les missionnaires considéraient comme un « état dégradé dans la kastom ». Ce faisant, les missionnaires ont par inadvertance poussé les femmes Ni-Vanuatu dans l'Église chrétienne, séparée mais également séparée selon le sexe, où les hommes détiennent un pouvoir disproportionné. Alors que ce nouveau système religieux maintenait les femmes dans des rôles familiaux et maternels, il « a supprimé ces aspects sacrés de la parenté humaine qui donnaient aux femmes une place cruciale, bien que subordonnée, dans la religion ancestrale ».

### Les effets du christianisme sur lakastomdu Vanuatu
Au fur et à mesure que le christianisme gagnait des adeptes et finissait par devenir la religion dominante, le soutien des kastom locaux diminuait en raison de la suppression habituelle par les missionnaires des valeurs, pratiques et traditions locales incorporées. « Kastom » est un mot bichelamar qui englobe tout et fait référence aux pratiques traditionnelles, notamment la culture, la religion, l'art, l'économie et la magie au Vanuatu.
La culture indigènes et la kastom du Vanuatu ont considérablement décliné face à la colonisation européenne. Les Européens ont apporté avec eux des maladies, des armes et de l'alcool qui ont conduit à la mort de peuples autochtones, ainsi que des citoyens Ni-Vanuatu expulsés de force, déplacés en Australie pour y être soumis au travail forcé. De même, les missionnaires européens et les chrétiens Ni-Vanuatu convertis ont délibérément opprimé certains modes de vie de la kastom. Bien que la tolérance à l’égard de la kastom varie selon les églises, les lieux et les missions, la majorité des chrétiens considèrent l’effacement de certaines coutumes comme une condition préalable à la conversion chrétienne. Certaines de ces pratiques comprenaient : « la polygamie, les sacrifices de porcs, l’idolâtrie, la consommation de kava et les sociétés secrètes masculines », car les missionnaires croyaient que ces pratiques illustraient le « paganisme » et les « pouvoirs des ténèbres ».

### Le rôle du christianisme, de lakastomet de l’identité nationale dans le mouvement d’indépendance du Vanuatu des années 1970
La kastom a joué un rôle clé dans la mobilisation du mouvement d'indépendance du Vanuatu dans les années 1970, en établissant une identité nationale dans le cadre d'une résistance à grande échelle contre le colonialisme anglo-français. En 1971, les chrétiens Ni-Vanuatu convertis ont fondé le Vanua'aku Pati, initialement appelé New Hebrides National Party (NHNP), un parti politique qui visait à faire revivre et à maintenir la kastom comme élément essentiel du nationalisme vanuatuan. Le Vanua'aku Pati a souligné la nécessité pour Vanuatu de se détacher de ses colonisateurs, tout en « soulignant l'importance du kastom en tant que force populaire non européenne illustrant la “voie mélanésienne” par opposition à la “voie de l'homme blanc” ».
Avant les élections nationales de 1979, le Vanuaaku Pati a « publié son programme électoral », affirmant la protection de la kastom au sein du gouvernement. Le document décrit un plan visant à créer un Conseil national des chefs, garantissant à terme l'inclusion de la kastom par l'intermédiaire de dirigeants dotés de pouvoir dans le cadre du droit coutumier.

## Symboles nationaux dekastomet du christianisme
- La conception du drapeau du Vanuatu, qui présente une défense de sanglier symbole de richesse et des feuilles de palmier croisées, symbole de paix.
- La devise du Vanuatu, « long God yumi stanap », qui signifie « devant Dieu nous nous tenons », apparaît à côté d'un guerrier portant des vêtements traditionnels du Vanuatu, ainsi que d'une défense de sanglier et de feuilles de palmier croisées.
- L'hymne national du Vanuatu, Yumi, Yumi, Yumi, reconnaît à la fois Dieu et l'importance de la kastom.
  - Concernant Dieu, l'hymne stipule « God i givim ples ia long yumi / God i helpem yumi evriwan » qui se traduit par « Dieu nous a donné cette terre / Dieu nous aide dans notre travail ».
  - Concernant la kastom, l'hymne déclare « Plante fasin blong bifo i stap / Plante fasin blong tedei / Be yumi i olsem wan nomo / Hemia fasin blong yumi ! », se traduisant par « Nous avons beaucoup de coutumes d'avant / Beaucoup de coutumes d'aujourd'hui / Mais nous sommes tous un / Malgré nos nombreuses manières ! »
- La Semaine de l'indépendance de juillet 1980, qui comprenait la présence de dirigeants chrétiens et chefs de la kastom, des cérémonies et des célébrations, notamment des services religieux, des danses de la kastom, des mises à mort de porcs et des fêtes traditionnelles[25].

## Symboles et rituels de lakastomau quotidien
Les principaux symboles et rituels de la kastom dans la vie quotidienne sont :
- Nakamal : lieu de rassemblement des hommes
- Namele Leaves : feuilles de palmier du Chief's Palm[28]
- Défenses de porc
- Dessins sur le sable du Vanuatu
- Naghol (Saut du gol) : tour en bois servant aux rituels
- Cérémonies du kava

## Liberté de religion
La Constitution du Vanuatu établit la liberté de religion et stipule également que l'État est fondé sur un engagement envers « les valeurs mélanésiennes traditionnelles, la foi en Dieu et les principes chrétiens ».
Les groupes religieux sont autorisés à créer des écoles privées, et les écoles privées et publiques proposent des cours d’éducation religieuse facultatifs. Les écoles secondaires doivent offrir au moins une heure par semaine d’enseignement religieux, mais les parents peuvent demander une exemption pour leurs enfants.
Les groupes religieux sont tenus de s’enregistrer auprès du gouvernement sous peine d’amendes, mais cette loi n’est pas appliquée dans la pratique. Depuis 2016, des membres de haut rang du gouvernement ont exprimé leur intention de définir le Vanuatu comme un pays chrétien et d'interdire l'entrée d'autres religions dans le pays ; fin 2022, le Vanuatu n'avait pas de religion d'État.
La foi bahá'íe est arrivée au Vanuatu en 1953. Des conseils administratifs locaux, ou assemblées spirituelles (en), ont été formés dès que les communautés bahá'íes individuelles étaient suffisamment grandes. Un conseil administratif régional pour les îles du sud-ouest du Pacifique, y compris Vanuatu, a été élu en 1964. Treize ans plus tard, en 1977, il y avait suffisamment de bahá'ís au Vanuatu pour qu'ils puissent élire leur propre assemblée spirituelle nationale. La communauté a continué à croître suffisamment pour qu'en 2012, l'érection d'une maison d'adoration bahá'íe locale, ou « Haos blong Wosip » en bichelamar local, soit annoncée, servant d'espace aux personnes de toutes religions et de tous horizons pour se rassembler, méditer, réfléchir et adorer. La première pierre de la structure a été posée en 2019 et les travaux se poursuivent. Lors de la cérémonie d'inauguration, les responsables du gouvernement de Vanuatu et les chefs traditionnels ont souligné l'importance de la Maison de culte locale sur l'île, déclarant que « ce temple symbolisera ce que nous souhaitons voir à Vanuatu dans les années à venir, à savoir la paix et l'unité entre nous tous, quelle que soit notre croyance » et décrivant qu'il « nous offre un lieu où nous pouvons méditer profondément sur notre réalité spirituelle ».